# فرديناند لاسال
فرديناند لاسال (بالألمانية: Ferdinand Lassalle) وهو أحد مؤسسي مذهب الاشتراكية الألمانية. ولد عام 1825م، وكانت حركته تنادي بمبدأ التضامن مع النظام الإقطاعي الحاكم وترى تحرير العمال في تحقيق برامج عمل طوبائية خيالية، وتوفي عام 1864م.

## روابط خارجية
- فرديناند لاسال على موقع الموسوعة البريطانية (الإنجليزية)